# Портрет Адели Блох-Бауэр II
«Портрет Адели Блох-Бауэр II» (нем. Bildnis Adele Bloch-Bauer II) — крупноформатная картина австрийского художника Густава Климта. Относится к позднему, декоративно-экспрессионистскому периоду творчества художника, когда под влиянием французских художников он окончательно отошёл от своего характерного «золотого стиля». Адель Блох-Бауэр — единственная из венских дам, для которой Климт написал два портрета. В 1913 году портрет Адели Блох-Бауэр II участвовал в XI Международной художественной выставке в Мюнхене. Многие климтоведы признают второй, «цветистый» портрет Адели Блох-Бауэр более значимой вехой в истории венского модерна, чем «золотой», и с него отсчитывают зрелый этап портретной живописи Климта.
На портрете Адель одета в закрытое, узкое и длинное в пол светлое платье на пуговицах, перевязанное на поясе широким синим шарфом, с юбкой, выполненной широкими ярусами в полоску или мелкий рисунок и скрывающей ноги женщины. Закрытую шею Адели украшает широкое ожерелье из тонкой цепочки или мелкого жемчуга. Поверх платья Адель накинула длинный, от головы до пят, палантин с меховой оторочкой. Одеждой скрыто всё тело портретируемой, кроме лица и рук. Её причёску скрывает огромная тёмная шляпа с белыми перьями, поля которой видны только снизу. Шляпа как будто приподнимает Адель, заставляя парить почти в невесомости над цветистым ковром. Лицо Адели с тёмными, высоко изогнутыми бровями, тяжёлыми веками и большим красным ртом обращено прямо к зрителю, а тело выглядит застывшим. Как и на первом портрете, образ Адели выглядит безжизненным. Адель Блох-Бауэр изображена стоящей на ковре с узором из цветов и змеек, напоминающих по форме букву B, как в узорах с первого, «золотого» портрета. На первый портрет Адели намекает и узор в виде полукругов. Фон портрета — «стена», асимметрично разделённая на несколько цветовых полей. На светло-лиловой стене закреплён зелёный квадрат в цветочек — своеобразная стенная штора, напоминающая цветочную лужайку. В красной зоне фона изображены всадники, скачущие к дому, похожему на храм, от других фоновых фигур в верхней части портрета видны только ноги, как если бы Адель стояла перед нижней частью живописного фриза в стиле азиатского искусства. В одно время с портретом Адели Климт написал похожий несохранившийся портрет Паулы Цукеркандль, супруги промышленника Виктора Цукеркандля, которая изображена в накинутой на плечи цветистой шали на фоне облаков, выписанных в китайской манере.
Вместе с первым портретом Адели и ещё тремя пейзажами кисти Климта картина с 1998 года являлась предметом длительного судебного разбирательства о реституции между Австрийской Республикой и наследницей Блох-Бауэров Марией Альтман, завершившегося в 2006 году в пользу последней. После аншлюса Австрии в 1938 году коллекция из пяти работ Густава Климта, принадлежавшая Фердинанду Блох-Бауэру, была передана в Австрийскую галерею. Австрийское государство не воспользовалось своим правом преимущественного приобретения художественных ценностей за 300 млн долларов США, которые запросила за возвращённые ей картины Мария Альтман, и в 2006 году портрет Адели Блох-Бауэр II в числе других был вывезен в Лос-Анджелес, где 8 ноября был продан с аукциона «Кристис» за 88 млн долларов США. Покупателем портрета стала американская телеведущая и продюсер Опра Уинфри. В 2014 году Уинфри предоставила портрет Адели Блох-Бауэр II в качестве музейного займа нью-йоркскому Музею современного искусства, но уже в 2016 году при посредничестве арт-дилера Ларри Гагосяна продала полотно за 150 млн долларов покупателю из Китая, пожелавшему остаться неизвестным.

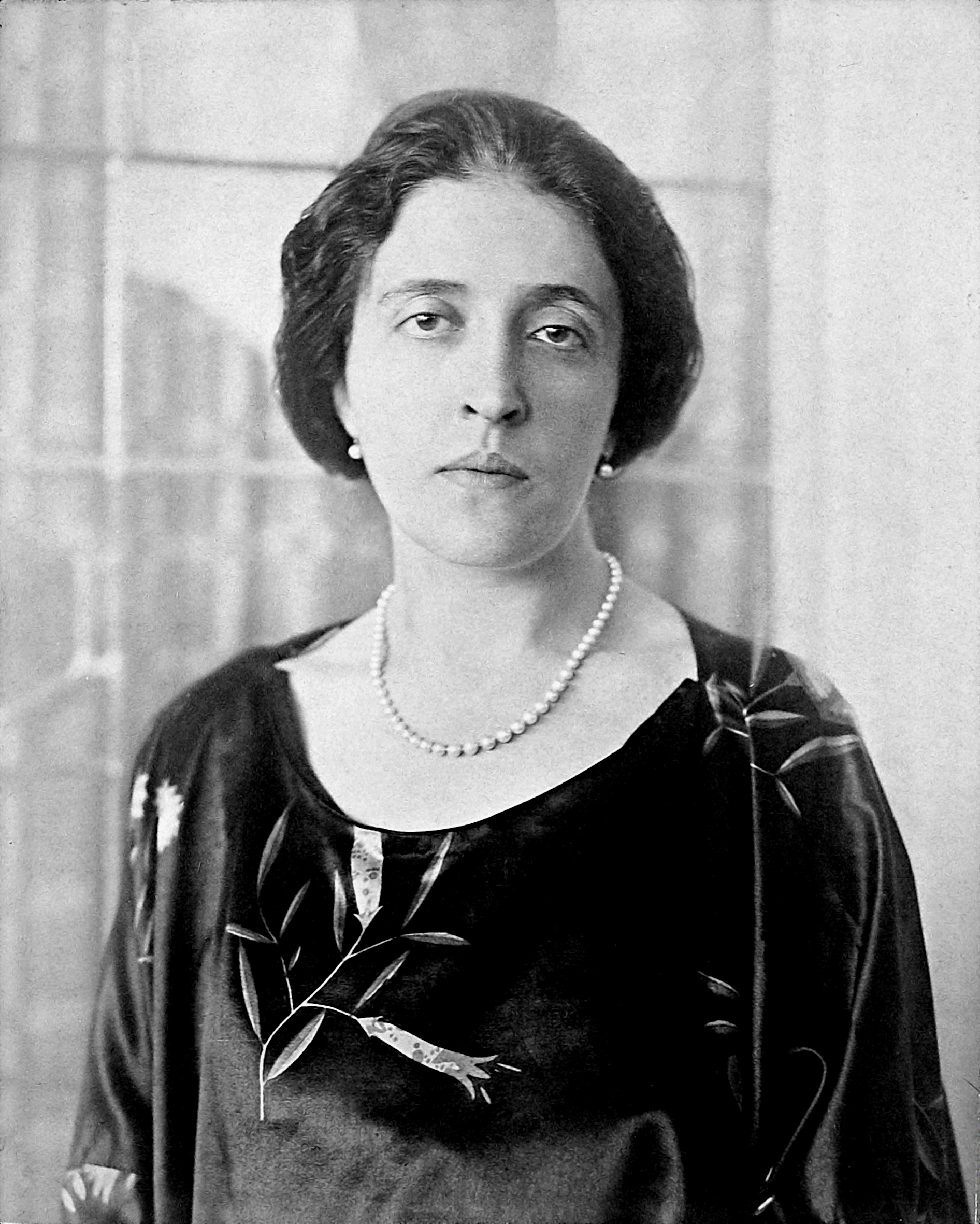
Адель Блох-Бауэр в 1912 году
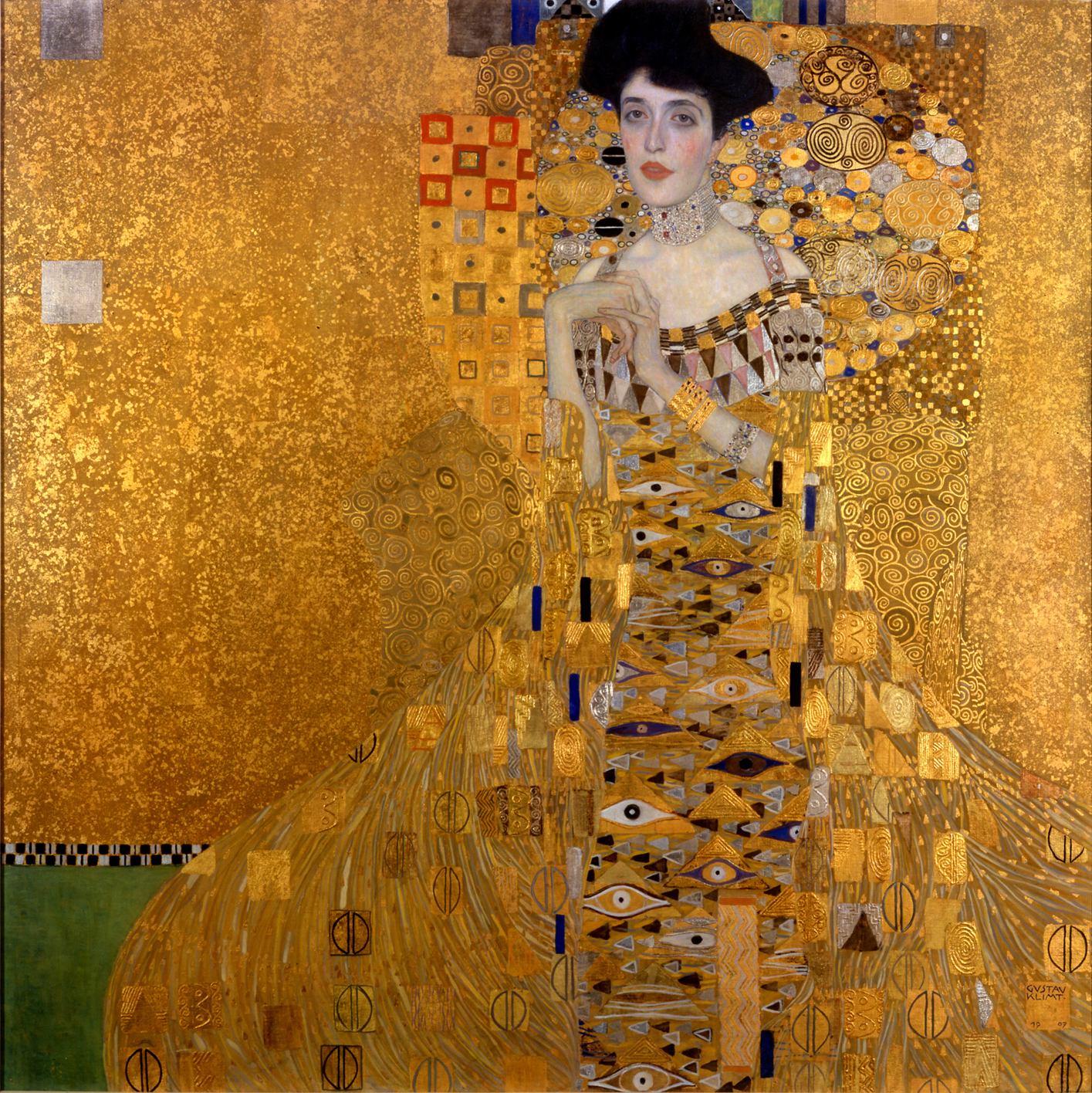
Портрет Адели Блох-Бауэр I. 1907
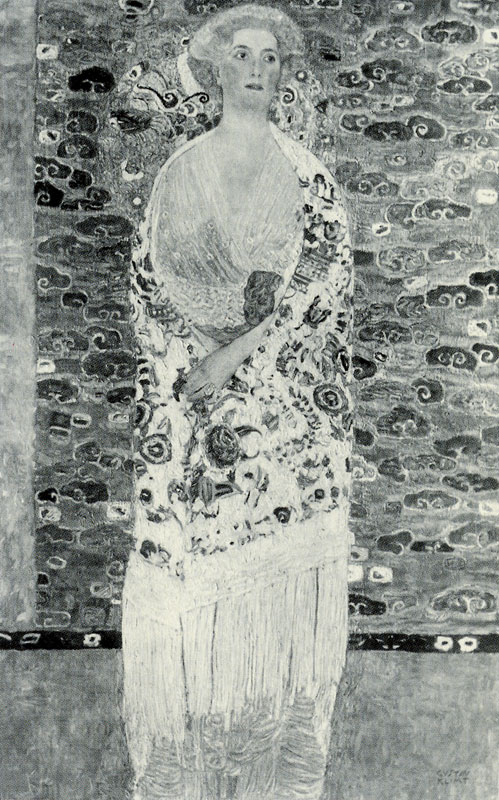
Портрет Паулы Цукеркандль. 1912